# Fried My Little Brains
Fried My Little Brains è un singolo del gruppo musicale britannico The Kills, pubblicato nel 2003 ed estratto dal loro primo album in studio Keep on Your Mean Side.

## Tracce
1. Fried My Little Brains – 2:08
2. Jewel Thief – 2:49
3. Sugar Baby (Dock Boggs) – 4:21

## Formazione
- Alison "VV" Mosshart – voce, chitarra
- Jamie "Hotel" Hince - chitarra, drum machine